# Юрино (Красносельский район)
Юрино — обезлюдевшая деревня в Красносельском районе Костромской области России. Входит в состав Сидоровского сельского поселения.

## История
С 30 декабря 2004 года входит в состав образованного муниципального образования Сидоровское сельское поселение, согласно Закону Костромской области № 237-ЗКО.

## Население
| 2008 | 2010 | 2014 |
| ---- | ---- | ---- |
| 0    | →0   | →0   |

## Инфраструктура
Было личное подсобное хозяйство.

## Транспорт
Просёлочная дорога.
1. 1 2  Постановление администрации Костромской области от 8 апреля 2014 года № 133-а «Об утверждении Реестра населённых пунктов Костромской области
2. ↑  Закон Костромской области от 30 декабря 2004 года N 237-ЗКО «Об установлении границ муниципальных образований в Костромской области и наделении их статусом». docs.cntd.ru. Дата обращения: 30 декабря 2020. Архивировано 21 сентября 2018 года.
3. ↑  Постановление администрации Костромской области от 24 июня 2008 года № 184-А «Об утверждении Реестра населённых пунктов Костромской области»
4. ↑  Всероссийские переписи населения 2002 и 2010 годов
5. 1 2  Топографические карты СССР O-37 (Г) 1:100000. Ярославская, Владимирская, Ивановская и Костромская области на 1975-1992 годы. etomesto.com. Дата обращения: 30 декабря 2020.